# Aung Htun
Aung Htun (ur. 7 lipca 1987) – birmański zapaśnik w stylu klasycznym.
Brązowy medalista igrzysk Azji Południowo-Wschodniej w 2013 roku.